# نيكولاس روجرز (دراج)
نيكولاس روجرز (بالإنجليزية: Nicholas Rogers)‏ هو دراج أمريكي، ولد في 7 ديسمبر 1987.

## وصلات خارجية
- نيكولاس روجرز على موقع أرشيف الدراجات (الإنجليزية)
- نيكولاس روجرز على موقع إحصائيات الدراجات الإحترافية (الإنجليزية)